# Johann Wolfgang Döbereiner
Johann Wolfgang Döbereiner (13 o 15 de desembre de 1780, Hof an der Saale - Baviera - 24 de març de 1849, Jena, Saxònia). Químic alemany, professor de la Universitat de Jena. L'observació de similituds entre determinats elements va anticipar el desenvolupament del sistema periòdic dels elements.
Era fill d'un cotxer, fou aprenent d'un apotecari al temps que assistia a conferències sobre ciències i llegia profusament. Després ingressà a la Universitat de Jena, on aconseguí el 1810 convertir-se en professor ajudant i, més tard, supervisor de formació en ciències. Fou amic de tota la vida de l'escriptor Johann Wolfgang von Goethe.
| Element  | Massa atòmica | Densitat (g/cm³) |
| -------- | ------------- | ---------------- |
| Clor     | 35.45         | 0.0032           |
| Brom     | 79.90         | 3.1028           |
| Iode     | 126.90        | 4.933            |
|          |               |                  |
| Calci    | 40.08         | 1.55             |
| Estronci | 87.62         | 2.54             |
| Bari     | 137.33        | 3.594            |

Durant els anys 1820, els experiments de Döbereiner de la ignició de l'hidrogen en contacte amb platí en pols portaren al químic suec Jöns J. Berzelius a desenvolupar el concepte de catàlisi. Cap al final de la dècada, Döbereiner descobrí que les propietats del brom, un líquid, semblaven a mig camí entre les del clor gasós i del iode sòlid. També observà una graduació comparable de propietats en altres dues seqüències: calci, estronci i bari; i sofre, seleni i tel·luri. Demostrà que en cada tríada la mitjana aritmètica de les masses atòmiques dels més lleugers i dels més pesats era aproximadament la massa atòmica de l'element del mig. Per exemple, l'estronci té massa atòmica 87,62 i la mitjana de la del calci i el bari és 88,7:{\displaystyle A_{Sr}\approx {\frac {A_{Ca}+A_{Ba}}{2}}={\frac {40,1+137,3}{2}}=88,7}

Estructura del furfural

Tanmateix no fou capaç de justificar la seva hipòtesi amb un nombre suficient de tríades, i les seves troballes foren considerades en el seu temps com a curiositats merament interessants, malgrat altres científics també descobriren altres tríades.
Per altra banda Döbereiner també descobrí el compost orgànic furfural i desenvolupà un mètode de separació del calci i magnesi.